# Депротеинизированный диализат из крови телят
Депротеинизированный гемодериват крови КРС (англ. deproteinized calf blood extract) — препарат тканей и крови крупного рогатого скота. Применяется в качестве нейропротектора в Китае, Южной Корее и в некоторых странах СНГ, в том числе в России. Продаётся под торговыми марками Актовегин (Actovegin) и Солкосерил (Solcoseryl).
У препарата нет научно доказанной эффективности. Применение его в качестве лекарственного средства запрещено в Канаде и США, он также не имеет разрешения на медицинское применение в странах Европейского Союза.

## Описание
Актовегин представляет собой ультрафильтрат телячьей крови, в его состав входит более двухсот биологических веществ.
Из-за чрезмерно сложного состава невозможно определить его механизм действия. Несмотря на это, актовегин применяется при лечении множества заболеваний, включая нарушения периферического и мозгового кровообращения, ожоги, заживление ран, радиационное повреждение и диабетическую полинейропатию.
Согласно заявлению производителя, компании Никомед (англ. Nycomed), препарат используется в лекарственных целях по собственному усмотрению некоторыми врачами общей практики в отдельных европейских странах, в России и странах СНГ, в Китае и в Южной Корее. Основной рынок для Актовегина — Россия и СНГ, в которых реализуется 70% от общего объёма производства препарата.
После клинических испытаний Актовегин не получил разрешения (не был одобрен) Управления по санитарному надзору за качеством пищевых продуктов и медикаментов США (FDA) для применения в качестве лекарственного средства в США из-за сомнений в его эффективности (отсутствии надёжных доказательств). По той же причине Европейское агентство лекарственных средств (англ. EMA) не выдало разрешение (одобрение) для его лечебного применения в Европейском Союзе.
В Австралии, Японии и большинстве других стран мира данное вещество не одобрено к применению в качестве лекарственного средства.
Из-за того, что средства на основе сыворотки крови животных могут содержать прионы, которые являются причиной болезни Крейтцфельдта — Якоба, все такие препараты запрещены для производства, ввоза и применения в США и Канаде. Этот запрет действует и на депротеинизированный диализат из крови телят (Актовегин). Из-за этой же опасности (передачи коровьего бешенства) Актовегин запрещён в большинстве стран Европы.
По данным «Фармэксперта», Актовегин в 2008 году был на третьем месте в России по продажам среди лекарственных препаратов. Также он является одним из ключевых продуктов Nycomed Group (третий по объёму продаж на 2008 год). Однако на тот момент информация об Актовегине отсутствовала на международном сайте компании-производителя (Nikomed), и её также не было в других западных источниках.
Тогда же руководитель «Никомед Россия-СНГ» Йостен Дэвидсен назвал Мексидол конкурирующим препаратом для Актовегина.
Несмотря на то, что способность Актовегина увеличивать кислород в тканях человека вряд ли возможна, есть отдельные мнения, что он может улучшать спортивные результаты у принимающего этот препарат спортсмена.

## История
В 1996 года швейцарская компания Solco выпустила дерматологическую мазь Солкосерил.
Дженерик Солкосерила, Актовегин, производится в австрийском филиале швейцарской фирмы Nycomed (Takeda Pharmaceutical). 
В России Актовегин выпускается на производственном комплексе «Сотекс» в Подмосковье, входящем в группу компаний «Протек».
В 2000 году участники велогонки Тур де Франс были обвинены в использовании Актовегина в качестве допинг-препарата (на основании того, что у них были обнаружены вскрытые упаковки Актовегина). Впоследствии было доказано, что препарат не влияет на спортивные результаты.
С марта 2011 года Актовегин запрещён в Канаде.
В июле 2011 года за назначение спортсменам Актовегина и других сомнительных препаратов в Буффало был осуждён врач Энтони Галеа из Торонто (англ. Dr. Anthony Gale).
В 2008 году в интервью журналу «Коммерсантъ Секрет фирмы» президент «Nycomed Россия-СНГ» Йостен Дэвидсен заявил, что в России на законодательном уровне нет необходимости проводить клинические исследования, и отметил, что препарат востребован среди российских врачей и они активно рекомендуют его пациентам, а те, в свою очередь, лояльны к нему.
На 2016 год Актовегин являлся одним из самых популярных нейропротекторов среди российских покупателей.

## Фармакологические свойства
Актовегин или солкосерил состоит более чем из двухсот биологических веществ. Малые молекулы этих веществ присутствуют в человеческом организме в нормальных физиологических условиях, поэтому определить, какие из компонентов препарата являются действующими веществами, и исследовать их фармакокинетику и фармакодинамику не представляется возможным.
Актовегин предположительно улучшает усвоение кислорода и глюкозы тканями организма.

## Эффективность и безопасность
На 2022 год нет доказательств клинической эффективности Актовегина, при этом есть данные о возможном негативном влиянии препарата на рецидив заболевания.
На официальном сайте производителя заявлено, что Актовегин «имеет одну из наиболее обширных и убедительных доказательных баз среди всех нейропротекторов». При этом информация о препарате имеется только в русскоязычной версии сайта-производителя в разделе «рецептурные препараты». В англоязычной версии о производстве и продаже Актовегина ничего не сказано.
На 2016 год для Актовегина отсутствуют надёжные доказательства эффективности, подтверждённые клиническими исследованиями.
Формулярный комитет РАМН указал, что Актовегин не имеет доказательств эффективности, как и другие препараты из десятки самых продаваемых в России.
Несмотря на попытки спортсменов использовать Актовегин для улучшения своих результатов, препарат не влияет на их физические возможности.
Препарат, изготовленный из крови телят, которым является Актовегин, может содержать прионы, которые приводят к энцефалопатии (у людей — Болезнь Крейтцфельдта — Якоба, у животных — губчатая энцефалопатия). Однако производитель заявляет, что при производстве препарата соблюдаются все необходимые меры по предотвращению заражения прионными болезнями, и в странах, где применяется Актовегин, не зарегистрировано ни одного случая болезни Крейтцфельдта — Якоба, связанной с его приёмом.

### Систематические обзоры
В 2001 году в Кокрейновской библиотеке был опубликован метаанализ, в который вошли 9 исследований: полноценных РКИ и «квазирандомизированных». Рассматривался наиболее эффективный способ лечения воспаления ахиллова сухожилия у взрослых. В общей сложности метаанализ охватил 697 пациентов. Включенное в обзор небольшое исследование Актовегина было отмечено «многообещающим», однако возникли сомнения в изначальной тяжести симптомов пациентов.
В 2003 году там же был опубликован еще один обзор, в котором исследовалась эффективность влияния Солкосерила (аналог Актовегина), а также карнитина, глюкозы или галактозы при нарушении роста плода в утробе матери. В обзор было включено четыре исследования, в котором участвовали 165 женщин. Доказательств, что описанные средства оказывают положительное влияние на рост плода, оказалось недостаточно.
В октябре 2011 году одно из исследований Актовегина (наравне с другими пятью исследованиями других методов лечения) попало в систематический обзор научного журнала British Journal of Sports Medicine, в котором исследовалась терапия при острых травмах подколенного сухожилия. В публикации сказано, что имеются лишь ограниченные данные о пользе Актовегина. В заключении указано, что отсутствуют качественные исследования по терапевтическому лечению подобных травм.
В 2014 году в одном из кокрейновских обзоров оценивалась эффективность Солкосерила наряду с другими средствами (комбинированным действием) для лечения язв с серповидноклеточной анемией. Предполагалось, что Солкосерил должен был способствовать заживлению ран путём насыщения её кислородом. В исследование было включено шесть РКИ, четыре из которых были проведены на Ямайке, а два — в США (всего 168 пациентов с 250 язвами). Систематический обзор показал, что доказательства эффективности данных методов не являются убедительными, во многом из-за риска смещения.
В 2022 году опубликован систематический обзор клинических исследований Актовегина (депротеинизированного диализата из крови телят), в прошедших отбор по критериям соблюдения научной методологии общее число участников исследований составляет 3879 пациентов, среди которых 720 получали Актовегин. В исследованиях, включённых в обзор, не было выявлено никаких убедительных доказательств улучшения выживаемости, качества жизни, ослабления неврологических симптомов, повышения активности в повседневной жизни или уменьшения инвалидности. Единственное исследование, показавшее некоторые улучшения по шкале ADAS-cog+ оценки болезни Альцгеймера (когнитивная подшкала, расширенная версия), не даёт оснований утверждать о клинической эффективности препарата. В одном исследовании выявлена более высокая частота повторного ишемического инсульта, транзиторной ишемической атаки или внутримозгового кровоизлияния у пациентов, принимавших Актовегин, по сравнению с пациентами, принимавшими плацебо.

### Рандомизированные плацебо-контролируемые испытания
В 2009 году в американском научном журнале Diabetes Care было опубликовано исследование, в котором оценивалась эффективность и безопасность Актовегина для лечения пациентов с диабетической полинейропатией. В РКИ принимали участие 567 пациентов с сахарным диабетом второго типа. Актовегин показал небольшое улучшение уровня гликогемоглобина, в среднем — на 0,25 % выше, чем в группе плацебо. Этот эффект был признан статистически значимым и потенциально полезным, но также было сказано, что величина эффекта вряд ли приведет к смещению в сторону наблюдаемого благоприятного эффекта актовегина по общей шкале неврологических симптомов (англ. total symptom score — TSS). В выводе исследования говорится, что Актовегин улучшает качество жизни у пациентов на протяжении всего испытания, в частности речь идёт о симптоматических улучшениях. Так, на 160 день исследования, эффект в группе Актовегина по шкале TSS составил 73% и был признан клинически значимым. Однако, наблюдался и относительно высокий эффект в группе плацебо — 61%. Показано, что благоприятное влияние, наблюдаемое в группе плацебо, имеет тенденцию продолжаться даже после 19 недель испытания. Это означает, что перманентное уменьшение выраженности симптомов, таких как головная боль, у пациентов в группе плацебо, с увеличением продолжительности испытания затрудняет демонстрацию превосходства Актовегина. Примечательно, что механизм действия, с помощью которого Актовегин оказывает свое влияние, не ясны. Исследование было профинансировано компанией Nycomed, которая в 2011 году была выкуплена фармацевтической компанией Takeda, производящей Актовегин.
В 2017 году было проведено крупномасштабное международное проспективное рандомизированное плацебоконтролируемое исследование препарата Актовегин, в котором приняли участие более 500 пациентов, перенёсших инсульт. Изучалось воздействие препарата на процесс восстановления после ишемического инсульта (в частности, измерялась шкала когнитивной оценки болезни Альцгеймера ADAS-cog+, а также Монреальская шкала оценки когнитивных функций MoCA). Исследование длилось 12 месяцев, показатели замерялись на третьем, шестом и двенадцатом месяцах. На третьем месяце между группами плацебо и Актовегина не было достигнуто статистически значимой разницы (она составила 1,1 балла по шкале ADAS-cog+). К шестому месяцу разница по тому же показателю составила 2,3 балла и была признана статистически значимой. Лечение было прекращено. К 12 месяцу разница составила 3,7 балла. Хотя и была обнаружена тенденция к снижению частоты деменции с приёмом Актовегина по сравнению с плацебо, это исследование было разработано для определения симптоматической эффективности, а не профилактики деменции. В выводе исследования сказано, что Актовегин оказал положительное влияние на когнитивные нарушения у пациентов, перенесших инсульт. Для подтверждения такого результата требуются дополнительные, более тщательные контролируемые исследования. Однако, спорным оказался вопрос, имеет ли статистически значимое различие между группами какую-либо клиническую значимость. РКИ проводилось в России, Казахстане и Белоруссии и было профинансировано фармацевтической компанией Takeda, производящей Актовегин.
Одно из последних — международное интервенционное рандомизированное плацебоконтролируемое исследование — было проведено в период с 2018 по 2020 год. В исследовании приняли участие 366 пациентов с окклюзионной болезнью периферических артерий, ХОЗАНК IIB стадии по Фонтейну. Основным из исследуемых показателей было процентное изменение дистанции безболевой ходьбы (ICD) по сравнению с исходным уровнем на двенадцатой неделе. По результатам исследования Актовегин показал значительное статистическое достоверное превосходство над плацебо. Разница изменения дистанции безболевой ходьбы на двенадцатой неделе (популяция FAS) составила 29,19 (95 %, CI 9,35–49,02, p=0,0041). Были достигнуты 3 из 5 вторичных конечных точек. Также Актовегин продемонстрировал уровень безопасности, сопоставимый с группой плацебо.

### Прочие публикации
В 2019 году в канадском журнале International Journal of Stroke были опубликованы «Рекомендации по передовой практике в отношении инсульта в Канаде», где отмечалось, что Актовегин усиливает окислительный метаболизм в головном мозге и может помочь в восстановлении когнитивной функции после ишемического инсульта. Также говорится, что в настоящее время препарат не используется в клинической практике, но может получить более широкое применение в будущем.

## Применение

### В медицине
Наряду с другими нейропротекторами и ноотропами без доказательств клинической эффективности Актовегин широко применяется в России при неврологических нарушениях.
Актовегин, несмотря на недоказанную клиническую эффективность, используется при лечении широкого спектра заболеваний, таких как:
- нарушения периферического и церебрального кровообращения,
- ожоги,
- нарушения при заживлении ран,
- повреждения, вызванные воздействием радиации,
- диабетическая полинейропатия.

### В спорте
Актовегин считается эргогенным препаратом, хотя нет никаких доказательств его стимулирующего действия на спортивные результаты. Одним из гипотетических механизмов действия этого препарата заявлено повышение уровня кислорода в тканях, что с научной точки зрения представляется маловероятным. Несмотря на это, спортсмены принимают Актовегин с целью улучшить свои физические возможности.

### Побочные эффекты
Независимо от лекарственной формы, к наиболее распространённым побочным эффектам относят гипертермию (вплоть до анафилактического шока), гиперемию кожных покровов, сыпь.